# حالة أهل الحقيقة مع الله
أهل الحقيقة مع الله، كتاب للإمام أحمد الرفاعي، في باب التصوف السنّي.